# Rangiora
 Rangiora é uma cidade rural no Sul da Nova Zelândia. É a maior cidade maior da Região Norte de Canterbury, e o lugar do Conselho Distrital de Waimakariri.  

## Atrações
Rangiora ostenta uma companhia de teatro (Os Jogadores de Rangiora) e um cinema se situou no Corredor de Cidade.  

## Geografia
Rangiora é 25 quilômetros ao norte de Christchurch, perto do fim do norte da rota de Canterbury ao interior (antiga Estrada 72), que saía da extremidade interna das Planícies de Canterbury, indo para o sudoeste, para Timaru por Oxford e Geraldine. O Rio de Ashley só é ao norte da cidade.  

## População
No Censo da Nova Zelândia de População de 2001, a população da área urbana era 10,800, com um adicional 3,500 na área rural circunvizinha. Áreas urbanas e rurais viram crescimento de população mais de 11% nos últimos 5 anos, uma tendência que continuou. A cidade tem várias escolas primárias e duas escolas secundárias.  

## Clima
Sendo mais no interior do que a maioria das cidades de Christchurch, Rangiora experimenta verões mais quentes e invernos mais frios. A temperatura oficial mais alta registrada na Nova Zelândia era 42.4° C (108.3° F) em Rangiora em fevereiro de 1973. Rangiora tem freqüentemente mais neve que Christchurch.  

## Outras Informações
Rangiora às vezes é usualmente chamada 'Rangoon' para o qual pode ser encurtado mais adiante 'Goon'. os Residentes da cidade (particularmente os mais jovens), são chamado 'rangoons', 'gooners' ou simplesmente 'goons'.  
A comunidade de Gated exclusiva de Northbrook é situada no lado oriental de Rangiora.